# Emil Lê Giang
Emil Lê Giang là cầu thủ bóng đá người Slovakia gốc Việt, từng đeo băng đội trưởng đội tuyển U-15, U-16, U-17 quốc gia Slovakia.

## Tiểu sử-sự nghiệp
Emil Lê Giang sinh ngày 26 tháng 2 năm 1991 tại thành phố Lucenec, Tiệp Khắc (nay thuộc Slovakia). Lúc 14 tuổi, khi đang khoác áo đội U14 CLB Filakovo (Slovakia), Emil Lê Giang đã lập kỷ lục ghi tới 66 bàn thắng chỉ trong một mùa giải. 15 tuổi, Emil Lê Giang là thủ quân đội U15 Filakovo và được gọi vào đội tuyển U16 Slovakia.
17 tuổi, Emil Lê Giang được một câu lạc bộ của Đức là Nurnberg chuyển nhượng với giá 1 triệu euro. Patrick Lê Giang - em của Emil Lê Giang hiện là thủ môn số một của đội tuyển U18 Slovakia.
Những năm 2007-2009, làng bóng đá trẻ châu Âu xôn xao với một cái tên khá lạ - Emil Le Giang, cầu thủ có bố là người Việt Nam, mẹ là người Slovakia. Bố của Emil là ông Lê Giang Nam còn mẹ là bà Katarina một thạc sĩ ngôn ngữ người Slovakia. Ông Lê Giang Nam và bà Katarina đã quen nhau từ khi hai người theo học tại Đại học Slovakia cách đây 19 năm.
Ngay trong lần đầu tiên khoác áo đội tuyển quốc gia, Emil Lê Giang đã ghi bàn thắng duy nhất giúp U16 Slovakia giành chiến thắng 1-0 trước U16 Wales.
Sau màn ra mắt ấn tượng đó, Emil đã thi đấu 14 trận, ghi được 14 bàn cho đội tuyển U16 quốc gia Slovakia và lọt vào tầm ngắm của các tuyển trạch viên đến từ những câu lạc bộ như Fulham, Liverpool...
Đến tháng 9/2007, Emil chính thức đầu quân cho Nürnberg (Đức) và đã ghi được 15 bàn trong mùa bóng năm đó.
Được thừa hưởng khả năng ngôn ngữ của cha mẹ, Emil Lê Giang có thể nói được nhiều thứ tiếng như Anh, Đức, Hungary, Ba Lan, Séc. Emil Lê Giang được đeo băng đội trưởng của đội tuyển U15, U16, U17 quốc gia Slovakia. Hiện nay Emil đang học tiếng Việt với hy vọng khi có điều kiện được về thăm quê nội thì có thể nói chuyện với mọi người bằng tiếng Việt.